# Paramunna minituberculata
Paramunna minituberculata là một loài chân đều trong họ Paramunnidae. Loài này được Just & Wilson miêu tả khoa học năm 2004.